# Hilton Gomes
Hilton Gomes de Sousa (Rio de Janeiro, 23 de maio de 1924 — 17 de outubro de 1999) foi um jornalista brasileiro.

## Biografia
Era filho de Luís Gomes de Sousa e Cacilda Normandia de Sousa. Gostava de acompanhar o pai, quando este ia trabalhar no jornal “A Noite”. E foi lá que um dia conversou com Roberto Marinho, que também trabalhava no jornal.
Seu primeiro cargo foi como office boy, na Companhia Telefônica, atual Oi, mas logo passou para uma agência de propaganda. Escrevia também textos para rádio e televisão. Foi, em seguida, trabalhar na Rádio Tupi, passando logo para a TV Tupi do Rio. Em 1951, apresentou o Telejornal Brahma, consagrando-se como o primeiro noticiarista do país. Foi depois para a TV Rio, onde estavam Péricles do Amaral e Cerqueira Leite. Fez sucesso com o Telejornal Bendix. Esteve na TV Excelsior, onde, representando o telejornalismo, nos Estados Unidos, fez a cobertura da cerimônia fúnebre do presidente John Fitzgerald Kennedy em 1963. Narrando todos os acontecimentos pela Rádio Voz da América. Quando voltou, já como profissional consagrado, foi para a TV Globo. Mauro Salles era o diretor de jornalismo da emissora. Hilton Gomes foi para a primeira fase do Jornal da Globo, ao lado de Luís Jatobá e Nathalia Timberg. Das narrações famosas a que se destaca é o Primeiro pouso do Homem à Lua, com a Apollo 11, em 1969. Um facto interessante é que no dia seguinte ao pouso na Lua, no bar onde ia tomar seu tradicional café, os funcionários que o atendiam, o chamaram de mentiroso, que o homem não tinha ido a Lua coisa nenhuma. Quando mais gente começou a lhe perturbar com o assunto, Hilton desistiu do café e foi embora sem que ninguém o visse.
Em 1º de Setembro de 1969, foi o primeiro apresentador do Jornal Nacional, ao lado de Cid Moreira. Fez inúmeras viagens e grandes entrevistas. Ao Vaticano, o Papa Paulo VI lhe deu um bracelete de presente, depois da entrevista mais marcante de sua vida , foi a primeira entrevista via satélite para o Brasil. Esteve também na Nasa, nos Estados Unidos. Foi também narrador de futebol e dos desfiles das escolas de samba do Rio de janeiro na década de 70 e 80. Nos programas de auditório, em que atuava como apresentador, fez sucesso em “Oh, Que Delícia de Show”, no “Festival Internacional da Canção” era o apresentador oficial. Entrevistou Roy Rogers (Leonard Slye), e vários outros atores e cantores internacionais. Esteve também no Japão, sempre a trabalho. Também trabalhou na TV Bandeirantes, nos anos 80, conforme atesta video no YouTube, em que entrevista membros da banda Queen.

## Morte
Deixando esposa, quatro filhos e oito netos, morreu de parada cardiorrespiratória aos 75 anos. Um de seus filhos é o diretor de telenovelas, Rogério Gomes (o Papinha).